# Kanton Meaux
Der Kanton Meaux ist seit 2015 ein französischer Wahlkreis im Arrondissement Meaux, im Département Seine-et-Marne und in der Region Île-de-France. 